# Naukluftberge
Die Naukluftberge, meist nur als Naukluft bezeichnet, liegen am Ostrand der Namib auf der Höhe von Sesriem und erheben sich durchschnittlich 1000 Meter über das Vorland, von wo aus sie als geschlossene Front erkennbar sind. Die höchsten Gipfel des Massivs liegen bei knapp 2000 m. Das Naukluftmassiv bildet einen prominenten Teil der Großen Randstufe. Seinen Namen hat das Gebirge nach einer engen Schlucht ('Nau-Kluft') im Osten des Massivs. Das Naukluftmassiv bietet eine spektakuläre Gebirgslandschaft mit tiefen Schluchten die von ganzjährigen Bächen durchzogen sind, welche kristallklare Pools bilden.

## Geologie
Die ersten geologischen Forschungen und Kartierungen in den Naukluftbergen wurden ab 1935 von den beiden deutschen Geologen Henno Martin und Hermann Korn durchgeführt. Das Grundgestein des Naukluftmassivs ist vulkanischen Ursprungs und geht auf das Präkambrium zurück. Sein Alter beträgt über 1 Milliarde Jahre. Über diesem präkambrischen Grundgebirge liegen eine Reihe mächtiger Dolomit- und Kalksteinschichten, die sich von Norden her aus dem Damara-Gebirge über das Grundgebirge geschoben haben, weshalb die Naukluft als Deckengebirge bezeichnet wird. Während einer Vereisungsphase im Perm bzw. Karbon wurde ein großes Quertal ausgebildet, das sich zunächst mit Sedimenten aufgefüllt hat. Heute fließt dort der Tsondab und räumt das Tal wieder aus. Durch den oft großen Abfluss aus dem Bergmassiv haben sich im Vorland ausufernde Gerinne gebildet, die sich in einigen Bereichen zu klar abgegrenzten Rinnen konzentriert haben, die heute das Bett von Tsondab und Tsauchab darstellen. Der Dolomit des Deckgesteins nimmt die seltenen Niederschläge auf und gibt das Wasser an zahlreichen Quellhorizonten wieder ab, so dass in der Naukluft ganzjährig wasserführende Bäche zu finden sind. Im Bereich der Schluchten und Wasserfälle finden sich viele Kalktuff-Formationen.

## Klima
Der durchschnittliche Jahresniederschlag liegt im Bereich der Naukluft bei 200 mm, der Regen fällt jedoch sehr unregelmäßig und in unterschiedlicher Intensität, so dass Niederschläge bis 500 mm/a ebenso möglich sind wie Jahre mit Niederschlägen unter 50 mm. Zwischen Dezember und April ist Regenzeit, der Niederschlag fällt oft in lokalen, meist sehr heftigen Gewittern. Die höchsten Niederschlagsmengen fallen im Osten, nach Westen hin nimmt der Niederschlag ab. Im Sommer erreichen die Temperaturen in den tiefergelegenen Bereichen zwischen 35 und 40 °C, in der Hochebene immer noch bis 30 Grad. Die Wintertemperaturen sind mit durchschnittlich 20 °C deutlich tiefer, allerdings treten nachts auch häufig Nachtfröste auf und auch Tagestemperaturen um 5 °C sind an einigen Tagen möglich.

## Geschichte

Das Naukluftgebirge um 1910 im damaligen Deutsch-Südwestafrika

In geschichtlicher Zeit hat das Naukluftgebirge wegen seiner Unzugänglichkeit einerseits, aber auch dank seiner ganzjährigen Quellen häufiger als Fluchtgebiet für die verschiedensten Gruppen gedient. Auch die Witbooi unter ihrem Häuptling Hendrik Witbooi flohen 1893 hierher, nachdem sie im Überfall auf Hornkranz – einem widerrechtlichen Angriff auf ihre Festung „Hornkranz“ durch deutsche Schutztruppen, unter der Führung von Curt von François – in die Flucht geschlagen worden waren. Im August 1894 kam es zu einer Auseinandersetzung im Naukluftgebirge. Nach verlustreicher Schlacht musste sich Hendrik Witbooi schließlich der Schutztruppe ergeben und mit ihr am 19. September einen „Schutz- und Beistandsvertrag“ schließen.

## Vegetation

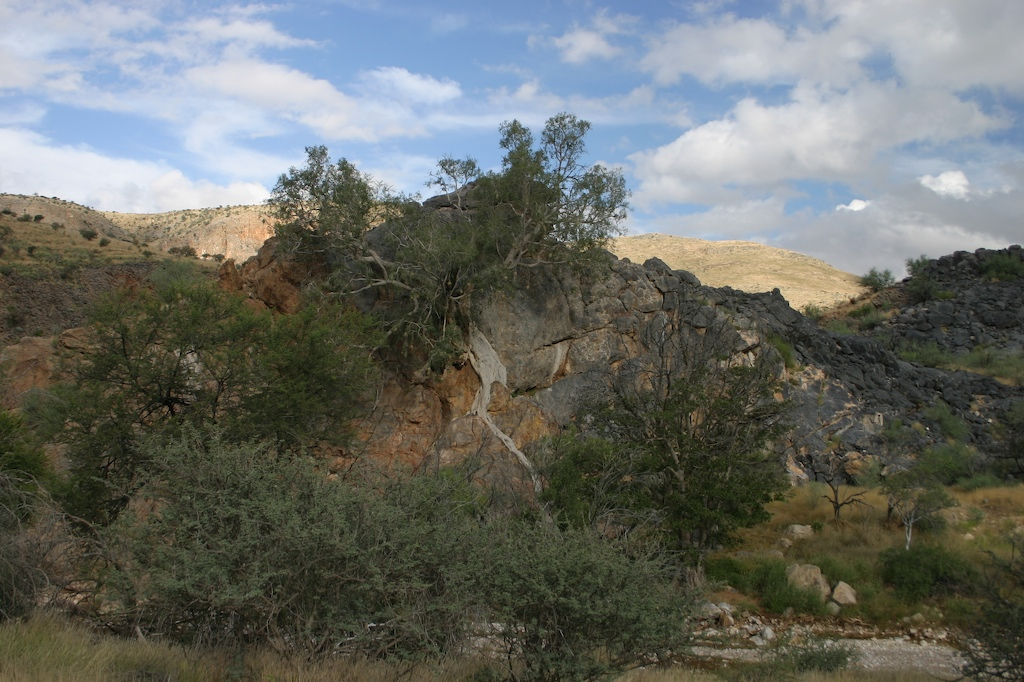
Ficus ilicina

Das Naukluftgebirge liegt im Übergangsbereich zwischen Savanne und Wüste. Die sandige Übergangszone von den östlichen Ausläufern der Dünennamib bis zum Fuß des Massivs ist weitgehend vegetationsfrei, in niederschlagsreichen Jahren verwandelt sich die Fläche jedoch in ein wogendes Meer aus Gräsern. Entlang der Rinnen und Flüsse finden sich vereinzelt auch dichter Kameldorn (Vachellia erioloba) und Dreidorn (Rhigozum trichotomum).
Südliche des Naukluftmassivs liegt eine Schotterebene, die überwiegend locker mit Papierrindigem Balsambaum (Commiphora glaucescens) und Commiphora tennipetiolata bestanden ist. Dazwischen eingestreut finden sich Büsche von Dreibusch (Rhigozum trichotomum), Rosinenbusch (Grewia tenax) und Schwarzdorn (Catophractes alexandri).

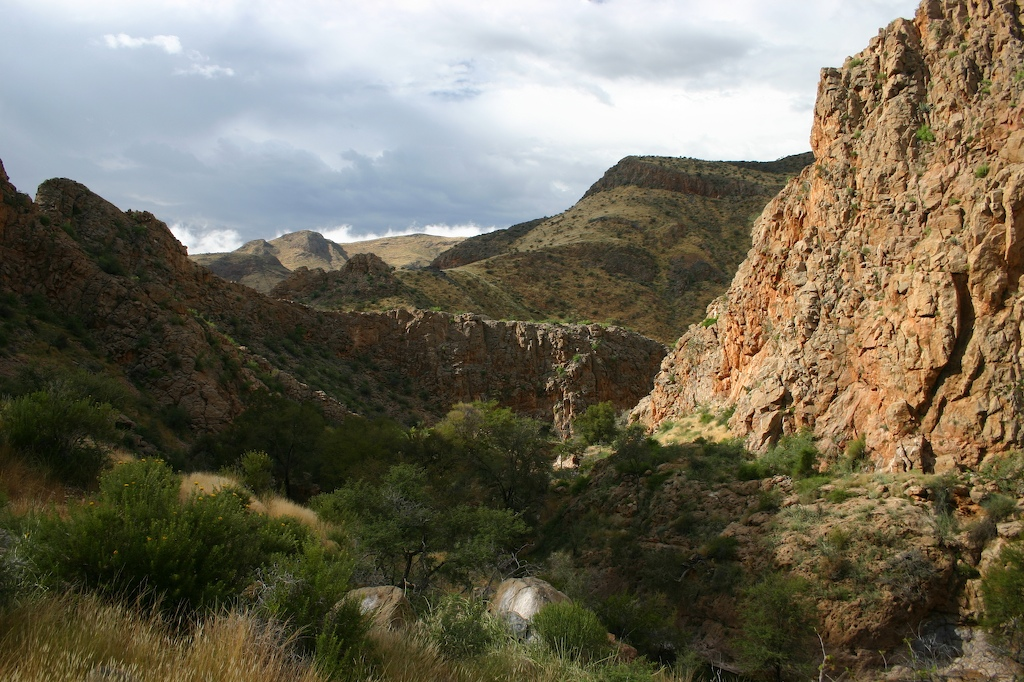
Hangvegetation in der Naukluft

Die Vegetation der Berghänge unterscheidet sich deutlich von der Schluchtenvegetation oder der Vegetation des Hochplateaus und lässt klare Unterschiede zwischen süd- bzw. westexponierten Hängen und Ost- und Nordhängen erkennen. Ursächlich ist die unterschiedliche Besonnung und insbesondere die Niederschlagssituation, da die Süd- und Westhänge im Regenschatten der Berge liegen und daher deutlich weniger Niederschläge erhalten. An den süd- und westexponierten Hängen ist der Bewuchs daher spärlicher und kleinwüchsiger. Hier wachsen der Köcherbaum (Aloe dichotoma), Papierrindiger Balsambaum (Commiphora glaucescens), Gürichs Wolfsmilch (Euphorbia guerichiana) und sogar vereinzelt Moringa ovalifolia. An den feuchteren Nordhängen finden sich Weißstamm (Boscia albitrunca), Bergdorn (Vachellia hereroensis) und Schwarzborkenbaum (Ozoroa crassinervia). Die Hänge am südlichen Anstieg der Naukluft weisen größere, dichte Bestände des Wiederauferstehungsbuschs (Myrothamnus flabellifolius) auf.

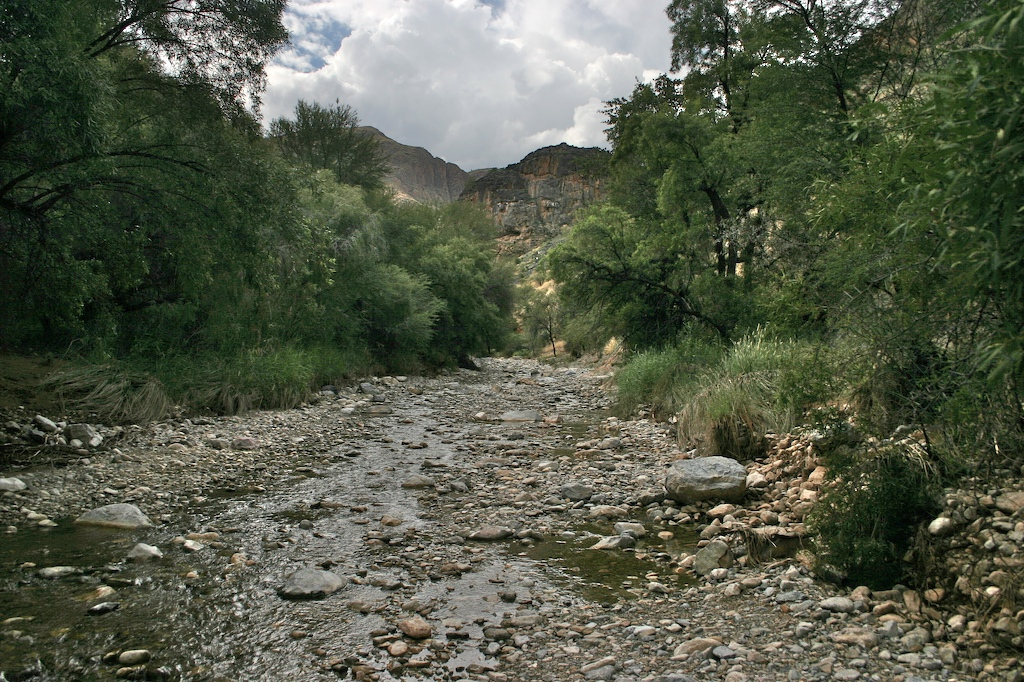
Bach und Ufervegetation in der Naukluft

Deutlich abgesetzt von der Hangvegetation ist die Vegetation der Schluchten. Hier ist die Vegetation artenreicher und dichter, auch wenn an den Flüssen selbst oft eine dichte Ufervegetation fehlt, da die schnellfließenden Bäche eine Ablagerung größerer Sedimentschichten verhindern. Alleine in der Naukluft-Schlucht sind über 164 Pflanzenarten zu finden. Zu den auffallenden Arten gehören die Maulbeer-Feige (Ficus sycomorus), Ficus ilicina die sich mit ihrem Stamm dicht am Fels anklammern, und die Karoo-Akazie (Vachellia karroo) entlang der Ufer. An den Schluchthängen finden sich Boscia foetida und wieder Euphorbia virosa, Papierrindiger Balsambaum (Commiphora glaucescens), Moringa- (Moringa ovalifolia) und der Köcherbaum (Aloe dichotoma) sowie gelegentlich auch Wilde Olive (Olea europea subsp. africana).
Auf dem Hochplateau findet sich Karoo-Vegetation, Kapokbusch (Eriocephalus ericoides), Bergdorn (Vachellia hereroensis), Schwarzborkenbaum (Ozoroa crassinervia) und Weißstamm (Boscia albitrunca). Entlang der hier flacheren Wasserläufe finden sich Kameldorn, Schwarzdorn (Catophractes alexandri), Ringhülsen-Akazie (Vachellia tortilis) und Wart-Ein-Weilchen (Ziziphus mucronata).

## Fauna
In den bergigen Hängen der Naukluft findet sich das Hartmann-Bergzebra und Klippspringer. In den Schluchten finden sich in größeren Zahlen Kudus, auf dem Plateau Springböcke, Oryx, Kronendukker und Steinböckchen. An Raubtieren kommen neben Schakal, Löffelhund und Kapfuchs auch kleinere Katzen (z. B. Ginsterkatze), Erdwölfe aber auch viele Leoparden vor. Auch zahlreiche Kleinsäugerarten sind vertreten. Schließlich sind in der Naukluft noch 145 Vogelarten verbreitet.

## Tourismus
Die Naukluft ist Teil des Namib-Naukluft-Nationalparks. Für Besucher steht ein einfaches Camp mit wenigen Plätzen zur Verfügung, Versorgungsmöglichkeiten gibt es keine. Zur Erkundung der Naukluft stehen dem Besucher zwei Tageswanderwege sowie ein 8-tägiger, sehr anstrengender Wanderweg zur Verfügung. Ein 4x4 Track bietet Offroad-Enthusiasten die Gelegenheit, die Naukluft mit dem Geländewagen zu erkunden.